# 気圧傾度力
気圧傾度力（きあつけいどりょく）とは、大気中において気圧の差によって生じる力のこと。
気象学では一般的に「風は気圧傾度力によって起こる」と説明されるように、気圧傾度力が風の原動力となる。

## 概要
一般的には、水平面（等高度面）内において、水平方向の気圧差によって生じるものをいう。
鉛直方向にも気圧傾度力は働くが、総観スケールでは静力学平衡が成り立つためほとんど無視できる。
メソスケール（メソβスケール）やそれ以下の規模の気象現象では、鉛直の気圧傾度力を考慮に入れないと大気の振る舞いをうまく表現できなくなる。

## 数学的表現
ある等高度面内における、等圧線に垂直な風軸に働く気圧傾度力{\displaystyle {\frac {F}{m}}}は以下の式で表される。
{\displaystyle {\frac {F}{m}}=-{\frac {1}{\rho }}{\frac {dp}{dl}}}
（F:力、m:質量、ρ:大気の密度、dp:風軸の両端の気圧差、dl:風軸の長さ）。
この式からも分かるように、気圧傾度力は等圧線に対して垂直（直角）方向に働く。また、圧力の基本原理から気圧の高い方から低い方へと働く（これを式中の-で表現している）。